# Језеро Мијагасе
Језеро Мијагасе (јап. 宮ヶ瀬湖) је вештачко језеро у Јапану у префектури Канагава које се налази између градова Сагамихара и Ацуги које се види са планине Танзава. Језеро је настало изградњом бране Мијагасе, и представља извор пијаће воде за градове Јокохама и Токио.